# Funaria calvescens
Funaria calvescens là một loài Rêu trong họ Funariaceae. Loài này được Schwägr. mô tả khoa học đầu tiên năm 1816.